# Индекс автомобильных номеров Аргентины
В Аргентине их называют исп. chapas patentes или просто исп. patentes, они используются для уникальной нумерации номеров транспортных средств на дорогах Аргентины. Текущая система нумерации является последовательностью трех букв и трех цифр, расположенных последовательно, но до того, как система нумерации пришла к этому формату, она претерпела несколько изменений.
История номерных знаков в Аргентине может быть условно разделена на две фазы,
1. децентрализованный выпуск (до 1972);
2. централизованный выпуск (с 1972).

Во время децентрализованного выпуска, автомобильные номерные знаки выпускались каждым муниципалитетом, или провинцией Аргентины, в то время как в течение второй фазы, государство взяло на себя стандартизацию дизайна и стиля.

## 1900гг-1972: Децентрализованный выпуск
Впервые формальные номерные знаки были выпущены в 1900 году, хотя немного записей об этом сохранилось. Период между 1916 и 1972 принес множество разных дизайнов и стилей. Поскольку каждый район мог выпускать свой собственный номерной знак, немного информации сохранилось для истории о каждом из них, если рассматривать их вид в прошлом.

## 1972—1994: Выпуск знаков по провинциям с указанием провинции

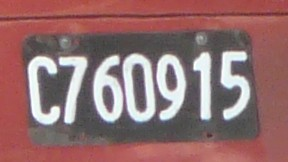
Аргентинский номерной знак 1972—1994 гг.

В 1972 национальное правительство стандартизировало номерные знаки, до формата содержащего одну букву и шесть цифр, выдавленные на пластине буквы нанесены белым цветом на чёрном фоне. Номерные знаки выпускались последовательно, первая буква номерного знака соответствовала выпустившей его провинции (или городу, как в случае с Буэнос-Айресом). Некоторые провинции выпускали номерные знаки с одинаковыми буквами, встречались разрозненные надписи. (такие как X для провинции Кордоба (Córdoba), A для провинции Сальта (Salta), и N для провинции Мисионес; этот стандарт все ещё используется в ISO 3166-2:AR.
Только в двух районах количество выпущенных номерных знаков превысило один миллион номерных знаков, и таким образом возник конфликт в форматировании, в номерных знаках, выпущенных в провинции Буэнос-Айрес и столице Аргентины Буэнос-Айресе. Эта проблема была решена путём изменения (уменьшения) высоты буквы и нанесением ещё одного дополнительного числа под ней.

## 1994 до наших дней: Национальный стандарт

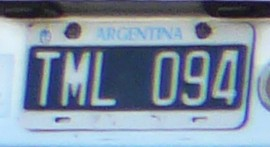
Современный аргентинский номерной знак (с 1994 г.)

В 1993 году правительство издало постановление о том, что все автомобили, проданные после 1 января 1994 должны были иметь лицензированные автомобильные номерные знаки нового дизайна, все подержанные автомобили, выпущенные после этой даты, получат новые номерные знаки, а оставшиеся автомобили получат новые знаки со временем.
Этот новый дизайн содержит три буквы, и три цифры, и там нет никаких букв, обозначающих название провинции, где выпущены номера.
В целях упрощения перехода, все номерные знаки, выпущенные для машин, проданных до даты перехода на новую нумерацию, содержат букву R (и последовательно S, T, U, V, W, частично X серии), в то время, машины, которые получают свои первые номера, идут с номерами в алфавитной последовательности, начиная от AAA 000. Буквы и цифры выдавлены на пластине белым цветом, на чёрном фоне. Пластины имеют также белое обрамление со словом Аргентина (светло-голубым цветом) поверху. Все материалы — светоотражающие, чтобы улучшить их зрительное восприятие на дорогах. Некоторые номера содержат маленькую букву «D» или «T» между буквами и цифрами в номере, она говорит о том, что данный номерной знак дублируется или повторяется трижды, при условии что предыдущий точно такой же был разрушен или утерян.